# 都川村 (島根県)
都川村（つがわむら）は、島根県那賀郡にあった村。現在の浜田市の一部にあたる。

## 地理
八戸川の支流、都川川、来尾川の流域に位置していた。

## 歴史
- 1889年（明治22年）4月1日、町村制の施行により、那賀郡都川村、来尾村が合併して村制施行し、都川村が発足[2][3]。
- 1954年（昭和29年）10月1日 - 那賀郡今市村・木田村・和田村、邑智郡桜江村（一部、大字八戸字山の内）が合併して旭村を新設して廃止された[2][3]。

### 地名の由来
かつて津河村と記され、河上のつづまる所から命名された。

## 産業
- 農業[2]。

## 教育
- 1875年（明治8年）- 都川小学校、来尾小学校を開校[4]。